# Constanz von Baltz
Constanz Maximilian Friedrich Baltz, seit 1918 von Baltz (* 9. August 1854 in Berlin; † 16. Juni 1918 in Trier) war preußischer Landrat im Landkreis Gelsenkirchen (1885–1891) und Regierungspräsident des Regierungsbezirks Magdeburg (1903–1908) sowie des Regierungsbezirks Trier (1908–1918).

## Leben

### Herkunft
Sein Vater war der Zimmermeister und Architekt Eduard Friedrich August Baltz, seine Mutter Johanna Katharina Sprick.

### Werdegang
Am 14. Oktober 1874 bestand Baltz das Abitur am Wilhelmsgymnasium Berlin, danach studierte er von 1874 bis 1877 Rechtswissenschaft in Heidelberg. Dort war er Mitglied des Corps Saxo-Borussia. Sein weiteres Studium führte ihn nach Straßburg, Leipzig und Berlin. In Berlin legte er am 5. Juli 1878 sein erstes juristisches Staatsexamen ab. Im Juli 1878 schloss er sein Studium durch Promotion in Leipzig ab.
Am 22. Juli 1878 wurde er zum Gerichtsreferendar beim Appellationsgericht Wiesbaden ernannt, seine Vereidigung folgte am 1. August 1878 in Eltville. Am 6. Februar 1879 wechselte er zum Kammergericht in Berlin. 1880 begann Baltz als Regierungsreferendar bei der Regierung in Magdeburg seine politische Karriere, 1881 wechselte er zum Landratsamt und der Bürgermeisterei in Genthin, am 4. August 1882 legte er seine zweite juristische Staatsprüfung ab. 1883 befördert zum Regierungsassessor bei der Regierung in Köslin. Am 15. Mai 1885 erhielt Baltz seine Ernennung zum kommissarischen Landrat in Gelsenkirchen, am 21. Februar 1886 zum Landrat. Am 21. November 1891 wechselte er zum Oberpräsidium der Provinz Westfalen und erhielt dort zum 17. Februar 1892 seine Beförderung zum Regierungsrat. Am 16. Oktober 1894 berief ihn das Polizeipräsidium Berlin zum Dirigenten der Bauabteilung, am 19. Dezember 1898 erhielt er in Breslau seine Beförderung zum Oberregierungsrat. Es folgte seine Ernennung zum Regierungspräsidenten in Magdeburg am 16. März 1903, Baltz wurde in sein dortiges Amt am 1. April des Jahres eingeführt. Am 6. Januar 1908 wurde er als Regierungspräsident nach Trier versetzt, Amtseinführung war zum 4. März.
Von 1887 bis 1894 gehörte Baltz dem Provinziallandtag von Westfalen an.

### Familie
Baltz heiratete am 27. September 1887 auf Haus Einsiedel bei Benrath Hermine Amalie Josefa Rive-Schönbeck (* 1869). Aus der Ehe gingen zwei Söhne hervor, Walter (* 1888) und Richard (1893–1915).

## Ehrungen
- Ehrenbürgerwürde der Stadt Werben (Elbe)
- Ehrenbürgerwürde der Stadt Saarbrücken (9. September 1913)
- Erhebung in den Adelsstand (8. Juni 1918)
- Benennung der Präsident-Baltz-Straße in Saarbrücken